# Juliana Fabritius-Dancu

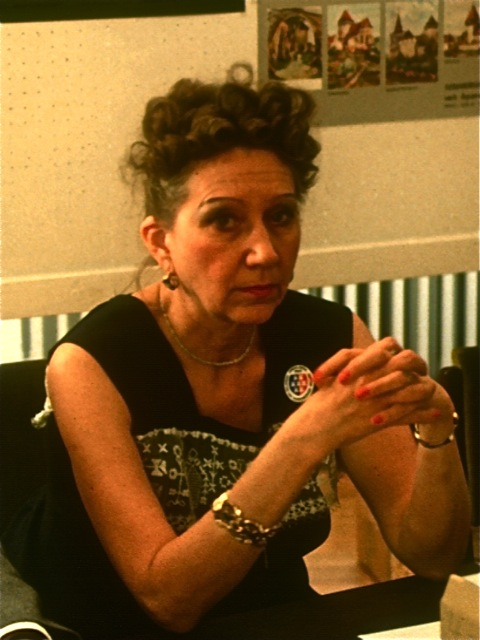
Juliana Fabritius-Dancu, 1984

Juliana Fabritius-Dancu (* 21. Januar 1930 in Hermannstadt; † 7. August 1986 in Bukarest) war eine siebenbürgisch-sächsische Malerin, Volkskundlerin und Kunsthistorikerin aus Rumänien.

## Leben
Juliana Fabritius wurde als Tochter des Hermannstädter Architekten Julius Alfred Fabritius (1897–1974) und Gertrude Juliane Seraphin (1903–1977) geboren. Im Alter von 12 Jahren nahm sie Unterricht bei der Graphikerin Hildegard Schieb, danach bei der siebenbürgisch-sächsischen Volkskundemalerin Trude Schullerus. Sie absolvierte das Gymnasium in Hermannstadt und studierte 1948/49 an der Kunstakademie in Bukarest. Dort geriet sie ins Blickfeld der Geheimpolizei Securitate, wurde verfolgt und unter dem Vorwurf von „Spionageaktionen“ verhaftet und zu zwei Jahren Gefängnis verurteilt. Nach ihrer Freilassung beteiligte sie sich regelmäßig an Ausstellungen der Hermannstädter Abteilung der Union der plastischen Künstler. 1957 heiratete sie den Kunstkritiker und Journalisten Dumitru Dancu.
Über lange Jahre pflegte sie eine intensive Zusammenarbeit mit dem Brukenthal-Museum in Hermannstadt, dem Dorfmuseum sowie der Volkskundeabteilung der Akademie in Bukarest. Seit 1967 als freie Künstlerin und Autorin tätig, illustrierte sie zahlreiche Fachbücher, schrieb Monographien über
- die Stadtpfarrkirche von Hermannstadt (1968)
- die Heltauer Kirchenburg (1970)
- Trude Schullerus (1970)
- Harald Meschendörfer (1984)

übersetzte über zehn Kunstbände und veröffentlichte zahlreiche historische und kunsthistorische Beiträge in Zeitschriften und Zeitungen.
Juliana Fabritius-Dancu hat sich um die Erforschung, Erfassung, Darstellung und Publikation der Kunst- und Baudenkmäler der Siebenbürger Sachsen überaus verdient gemacht.

## Werke (Auswahl)
- Trude Schullerus. Kriterion Verlag Bukarest, 1974
- Die bäuerliche Hinterglasmalerei in Rumänien. Zusammen mit Dumitru Dancu, Union Verlag Berlin, 1980
- Turnuri Transilvănene / Siebenbürgische Wehrtürme. Transilvania Verlag, 1982
- Sächsische Kirchenburgen in Siebenbürgen, Zeitschrift Transilvania, 1980, 1983
- Spaziergang durch Alt-Hermannstadt, Zeitschrift Transilvania, 1983
- Harald Meschendörfer (Künstlermonographie). Kriterion Verlag Bukarest, 1984
- Romanian icons on glass (Romanian traditions and customs). Wayne State University Press. 1982, ISBN 0-8143-1711-1
- Alt-Kronstadt. Bilder einer Stadt. Aquarelle von Juliana Fabritius-Dancu. Herausgegeben von Hansgeorg von Killyen und Karl Dendorfer, Johannis Reeg Verlag, 2006, ISBN 3-937320-34-2